# Acioa edulis
Espèce
Acioa edulis est une espèce de plantes à fleurs de la famille des Chrysobalanaceae. C'est un arbre à fruits de la forêt amazonienne brésilienne.

## Synonymes
Couepia edulis (Prance) 

## Utilisation
Le bois de l'arbre est utilisé par les indigènes pour construire des huttes.
Ses fruits sont pressés pour faire de l'huile ou du savon.

## Répartition
L'arbre ne pousse que dans une petite partie du Brésil, mais il est très commun dans cette région.